# Jynx ruficollis
Jynx ruficollis (Wagler, 1830) è un uccello appartenente alla famiglia Picidae.